# Sonya Walger
Sonya Walger (Hampstead, Londen, 6 juni 1974) is een Brits actrice.
Haar vader is van Argentijnse komaf. Ze studeerde Engelse literatuur aan Oxford University. Ze woont in de Hollywood Hills maar brengt haar vrije tijd door in Londen en Buenos Aires, en spreekt vloeiend Spaans met een Argentijns accent.
Ze is vooral bekend door haar rol Penelope Widmore in de televisieserie Lost (2004), door haar rol van Donna Barnes in de televisieserie The Mind of the Married Man (2001-2002) en door haar rol van Olivia Benford in de televisieserie Flashforward (2009-2010).
In 1999 speelde ze de rol van Lady Frances in de tv-film All the King's Men en in 2004 die van Nicole Noone, een specialiste in martial arts, in de komische avonturenfilm The Librarian: Quest for the Spear.
Sinds 2019 speelt ze de rol van fictioneel personage Molly Cobb, gebaseerd op Geraldyn M. Cobb, in de sciencefiction serie For All Mankind.
- Bibliothèque nationale de France: cb15792679b (data)
- Gemeinsame Normdatei: 1062252322
- International Standard Name Identifier: 0000 0000 4884 2224
- Library of Congress Control Number: no2006046682
- Virtual International Authority File: 34208270
- WorldCat: E39PBJrWGFHWmTByr8hKgHVQv3